# La Loma (Chapulhuacán)
La Loma es una localidad de México perteneciente al municipio de Chapulhuacán en el estado de Hidalgo.

## Geografía
Se encuentra en la región de la Huasteca, a la localidad le corresponden las coordenadas geográficas 21° 10’ 54.821” de latitud norte y 98° 55’ 17.521” de longitud oeste, con una altitud de 789 m s. n. m. En cuanto a fisiografía se encuentra dentro de las provincia del Sierra Madre Oriental, dentro de la subprovincia de Carso Huasteco; su terreno es de sierra y lomerío. En lo que respecta a la hidrografía se encuentra posicionado en la región del río Panuco, dentro de la cuenca del río Moctezuma, en la subcuenca del río Moctezuma. Cuenta con un clima semicálido húmedo con lluvias todo el año.

## Demografía
En 2020 registró una población de 592 personas, lo que corresponde al 2.58 % de la población municipal. De los cuales 302 son hombres y 290 son mujeres. Tiene 153 viviendas particulares habitadas.
| Gráfica de evolución demográfica de La Loma entre 1990 y 2020                                |
|                                                                                              |
| Población de los censos y conteos del Instituto Nacional de Estadística y Geografía (INEGI). |

## Economía
La localidad tiene un grado de marginación alto y un grado de rezago social bajo.